# Comunización
Comunización se refiere a una teoría comunista contemporánea cuya definición ha sido objeto de controversias, aunque existe consenso en que el término se refiere al comunismo entendido como la actividad y el proceso que tiende a la abolición del binomio capital/trabajo como eje de la producción y reproducción social.

## Antecedentes históricos

### Orígenes y precedentes
En su Code de la Communauté de 1843 , el neobabouvista Théodore Dézamy abogó por un paso inmediato del capitalismo al comunismo. En lugar de una etapa de transición entre ambos, preveía la abolición gradual del Estado y la "comunización de las relaciones sociales" mediante el cese directo del comercio.
En La conquista del pan , el anarcocomunista Peter Kropotkin pidió la expropiación inmediata de todas las propiedades, con el fin de garantizar el bienestar de todos, tras un período insurreccional. También propuso la comunisificación inmediata de las relaciones sociales,  que integraría tanto a los trabajadores agrícolas como a los industriales en el proceso, satisfaciendo cada uno las necesidades del otro.  Pero los anarcocomunistas llegaron a no estar de acuerdo sobre qué forma tomaría la comunización. Algunos llegaron a ver que serían los propios insurrectos, y no la clase trabajadora organizada, los que serían los verdaderos agentes de una revolución social. Criticando al movimiento obrero como reformista, esta tendencia antiorganizativa pasó a favorecer la agitación de los desempleados, la expropiación de alimentos y la propaganda de la gesta
Aunque el socialista inglés William Morris criticó esta tendencia anarquista individualista, considerando tanto su teoría como su práctica como " reaccionarias ", en su Manifiesto de los socialistas ingleses de 1893, Morris también llamó a los socialistas a dedicarse a lograr de inmediato la "comunización completa de industria para la cual las formas económicas están listas y las mentes de la gente están casi preparadas". 

## Descripción
Comunización es la abolición de toda forma de propiedad sobre los medios de producción de la vida social, ya sea propiedad privada individual o corporativa, estatal e incluso social. Pone fin a la propiedad en cualquiera de sus manifestaciones, suprimiendo el trabajo asalariado, el capital y el dinero, que son sus corolarios. La comunización supone el fin de la unidad productiva separada llamada empresa. En lugar de estas formas propiamente capitalistas, la comunización instaura la administración en común, por parte de los seres humanos libremente asociados, de los recursos naturales y de los bienes y servicios producidos por la sociedad.
La idea de comunización empezó a ser usada a principios de los años setenta por algunos miembros de la corriente comunista radical heredera de la Comunismo de izquierda italiano y del Comunismo de Consejos germano-holandés. Grupos como La Vieille Taupe, Invariance, La Guerre Sociale, entre otros, hablaron de comunización para describir una nueva manera de entender el comunismo y la revolución, distinta de la que había sido dominante en tiempos de la revolución rusa y de la Tercera Internacional. 
«Lo que dio el empuje para una nueva concepción de la revolución y del comunismo (entendidos como comunización) no fue únicamente la comprensión del contenido del comunismo derivada de una lectura atenta de Marx y Bordiga, sino también el influjo de la oleada de luchas de clase de fines de los sesenta y comienzos de los setenta, luchas que darían una nueva significación al “rechazo al trabajo” en tanto contenido específico de la revolución.»
A diferencia de la idea de socialización de los medios de producción, la de comunización excluye toda fase de transición entre el capitalismo y el comunismo. Esta idea de revolución es muy diferente de la que animó a la socialdemocracia europea de principios del siglo XX, que concebía la transición hacia el comunismo como una "socialización" gradual y cada vez más generalizada de los medios de producción, proceso que sin embargo dejaba intactas las bases del modo de producción capitalista: asalariado, producción de mercancías, intercambio dinerario, etc. Precisamente esta falta de verdadera comunización de las relaciones y medios de producción, habría sido una de las causas determinantes del fracaso revolucionario en ese período.
Si, en consecuencia, no se puede igualar comunización con socialización de los medios de producción, tampoco se la puede equiparar a autogestión, ya que esta última puede tener lugar en el marco de las relaciones de producción capitalista, tal como ocurrió bajo la República de Weimar en la Alemania de los años 20, y más recientemente en las fábricas ocupadas en Argentina. 
“Comunización .. es la apropiación por la humanidad de su riqueza e implica una transformación inevitable de esta riqueza. Esto requiere la destrucción de las empresas como unidades separadas y, por lo tanto, de la ley del valor, no en orden a socializar la ganancia sino para circular bienes entre los centros industriales sin la mediación del valor... El problema no es eliminar lo "malo" del capitalismo (valorización) mientras se mantiene lo "bueno" (producción). Como hemos visto, el valor y la lógica de la ganancia impone un cierto tipo de producción, desarrolla ciertas ramas y olvida otras; alabar la productividad y crecimiento es cantar himnos a la gloria del capital."
Si bien los grupos que plantean esta idea han sido influidos por la Internacional Situacionista, éstos forman una corriente que hunde sus raíces en una época anterior: entre sus influencias se hallan las fracciones comunistas que se opusieron a la bolchevización de la Tercera Internacional en los años 20; grupos como Socialismo o Barbarie y los propios situacionistas en los 60; y una variedad de organizaciones de inspiración consejista que florecieron en Europa en los años 60 y 70 (entre ellos La Guerre Sociale, la revista Etcétera en España, La Banquise y otros). Particularmente importantes han sido, en años más recientes, las investigaciones teóricas desarrolladas por grupos como Theorie Communiste y la revista Troploin. Asimismo, en torno a estas discusiones se han desarrollado en años recientes una serie de publicaciones y grupos que se definen como "corriente comunizadora". No obstante, pese a la apariencia de homogeneidad que dicha corriente pueda tener, en su interior se dan frecuentes discrepancias acerca del sentido de la noción y de su viabilidad práctica.
Hay que precisar entonces que las abundantes discusiones en torno a las modalidades de socialización no tienen para la "corriente comunizadora" sino una importancia secundaria, pues corresponden por lo general a las líneas de debate y análisis del marxismo socialdemócrata, y no al movimiento comunista propiamente tal.

### Autores y grupos que planten la comunización
- Théorie Communiste
- Kosmoprolet
- Aufheben
- Gilles Dauvé (Troploin)
- Endnotes